# لزيقة
لُزَّيْقَة (الاسم العلمي: Nerita)، جنس حلازين ذات أحجام متوسطة وصغيرة تنتمي إلى فصيلة اللزيقيات. أنواعه عديدة جميعها قبعية الشكل موطنها جميع مياه العالم الاستوائية والشواطئ.